# 강진 고려청자 요지
강진 고려청자 요지(康津 高麗靑瓷 窯址)는 대한민국 전라남도 강진군에 있는 고려 시대 토기나 청자를 굽던 가마터이다. 1963년 1월 21일 대한민국의 사적 제68호로 지정되었다.

## 개요
고려시대 토기나 청자를 굽던 가마터로, 강진 대구면 용운리·계율리·사당리·수동리 일대에 분포되어 있다.
남쪽은 바다와 가까워 해로를 통한 수송이 발달했고, 북으로는 크고 작은 산과 가까워 땔감이 풍부하였다. 또한 도자기의 원료인 고령토와 규석이 산출되어 도자기를 만들기에 좋은 조건을 갖추고 있다.
용운천 좌우에 집중적으로 가마터가 있는데, 용운천 상류에 위치한 용운리에는 75곳의 가마터가 비교적 잘 남아 있다. 이 중 몇 곳을 제외한 대부분의 가마터는 고려 전기에 성립된 곳으로 청자의 기원과 초기청자의 특징을 밝힐 수 있는 지역으로 중요하다.
계율리는 현재 59곳의 가마터가 남아 있으며, 고려 전기와 후기에 양식화된 상감청자 조각이 많이 발견되고 있다.
용운천 하류의 비교적 넓은 들에 있는 사당리에는 43곳의 가마터가 있으나, 하천의 침식과 개간·도굴들로 심하게 파손되어 있는 상태이다. 최고 수준의 청자가 만들어지던 고려 중기와 후기의 가마터로, 청자 절정기의 비색과 상감청자를 비롯한 고려청자의 여러 특징이 변화해 가는 과정을 보여주는 중요한 곳이다.
수동리는 사당리 남쪽의 들판에 있는 마을로 6곳의 가마터가 있으며, 대체로 고려 후기의 것이다. 도자기의 형태와 기법이 다양한 모습을 보여주며, 유약의 색과 모양도 매우 다채롭다.
이와 같이 대구면 일대에는 고려 전 시대에 걸치는 가마터가 남아 있으며, 각 시기의 특색을 잘 보여주고 있다. 전라북도 부안의 청자가마터와 함께 고려청자를 연구하는데 있어서 중심이 되는 가마터라 할 수 있다.

## 같이 보기
- 고려청자
- 청자 상감‘王’명잔탁 - 전라남도 유형문화재 제294호

## 참고 자료
- 강진 고려청자 요지 - 국가유산청 국가유산포털